# Congo nos Jogos Olímpicos de Verão de 1964
A República do Congo competiu nos Jogos Olímpicos pela primeira vez nos Jogos Olímpicos de Verão de 1964 em Tóquio, Japão.